# Pont du Trift
Le pont du Trift (Triftbrücke en allemand) est un pont suspendu piétonnier franchissant le Triftwasser à proximité du glacier de Trift, dans le canton de Berne en Suisse. Long de 170 m, il est suspendu à 100 m au dessus du vide. Un premier pont avait été construit en 2004 mais il a été remplacé en 2009. Des éléments de l'ancien pont ont été récupérés pour la construction du pont du Salbit.

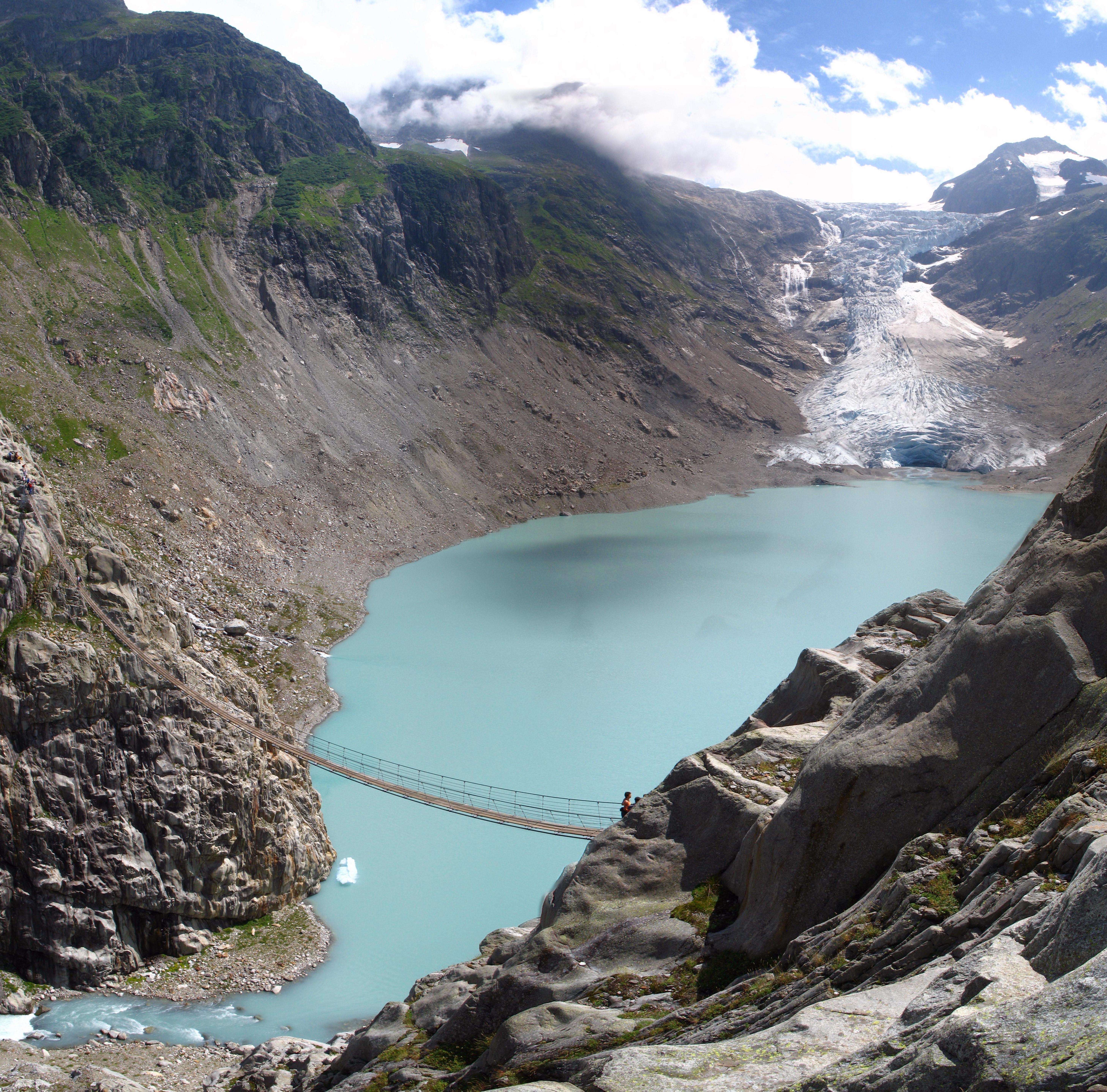
L'ancien pont de Trift, avec le glacier de Trift en fond.